# Луру-де-Бон
Луру́-де-Бон (фр. Louroux-de-Beaune) — коммуна во Франции, находится в регионе Овернь. Департамент коммуны — Алье. Входит в состав кантона Монмаро. Округ коммуны — Монлюсон.
Код INSEE коммуны — 03151.

## Население
Население коммуны на 2008 год составляло 183 человека.
| 1962 | 1968 | 1975 | 1982 | 1990 | 1999 | 2008 |
| ---- | ---- | ---- | ---- | ---- | ---- | ---- |
| 216  | 242  | 194  | 197  | 199  | 186  | 183  |

## Экономика
В 2007 году среди 127 человек в трудоспособном возрасте (15—64 лет) 88 были экономически активными, 39 — неактивными (показатель активности — 69,3 %, в 1999 году было 69,0 %). Из 88 активных работали 80 человек (49 мужчин и 31 женщина), безработных было 8 (3 мужчин и 5 женщин). Среди 39 неактивных 8 человек были учащимися или студентами, 21 — пенсионерами, 10 были неактивными по другим причинам.

## Достопримечательности
- Церковь Сен-Сюльпис XI—XII веков